# 富山県道113号吉原入善線
富山県道113号吉原入善線（とやまけんどう113ごう よしわらにゅうぜんせん）は富山県下新川郡入善町内を通る一般県道である。

## 概要

### 路線データ
- 起点：富山県下新川郡入善町吉原（富山県道114号青木吉原線交点）
- 終点：富山県下新川郡入善町入膳（富山県道2号魚津生地入善線交点）
- 実延長：2,069m

## 沿革
- 1960年（昭和35年）4月23日 - 認定[1]

## 地理

### 通過する自治体
- 富山県下新川郡入善町

### 接続する道路
- 富山県道114号青木吉原線（起点：入善町吉原、「吉原二区公民館」南西）
- 富山県道2号魚津生地入善線（終点：入善町入膳、「入善西町交差点」西方）

### 周辺
- あいの風とやま鉄道線 入善駅
- 医療法人社団仁敬会 入善セントラル病院（旧坂本記念病院）[2]
- 富山県立入善高等学校
- 入善町立入善中学校
- 入善町立入善小学校
- 入善町役場
- 入善駅前郵便局
- 東洋紡 富山事業所 入善工場
- トーキン 富山事業所
- サンリッツ 入善工場